# بيار (سمكة)
بيَّار أو إسْقُمْري كُليَاس ( Scomber colias ) هو نوع من أنواع الإسقمري العابق اللون التي تعيش في أعالي البحار وتوجد في المحيط الأطلسي والبحر الأبيض المتوسط والبحر الأسود. طولُه يُقارب 45 سم، ويَكثُر قرب السواحل السورية اللبنانية وهو من الأسماك التي تُصادب بالليل.

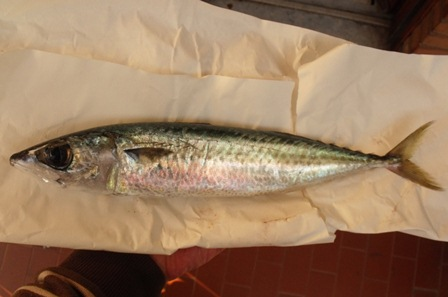
بيَّار من سوق السمك في رومة